# Arothron manilensis
Poisson-ballon pyjama
Espèce
Statut de conservation UICN

 LC  : Préoccupation mineure
Arothron manilensis,  communément nommé Poisson-ballon pyjama, est une espèce de poisson marin démersale de la famille des poissons-globes.

## Description

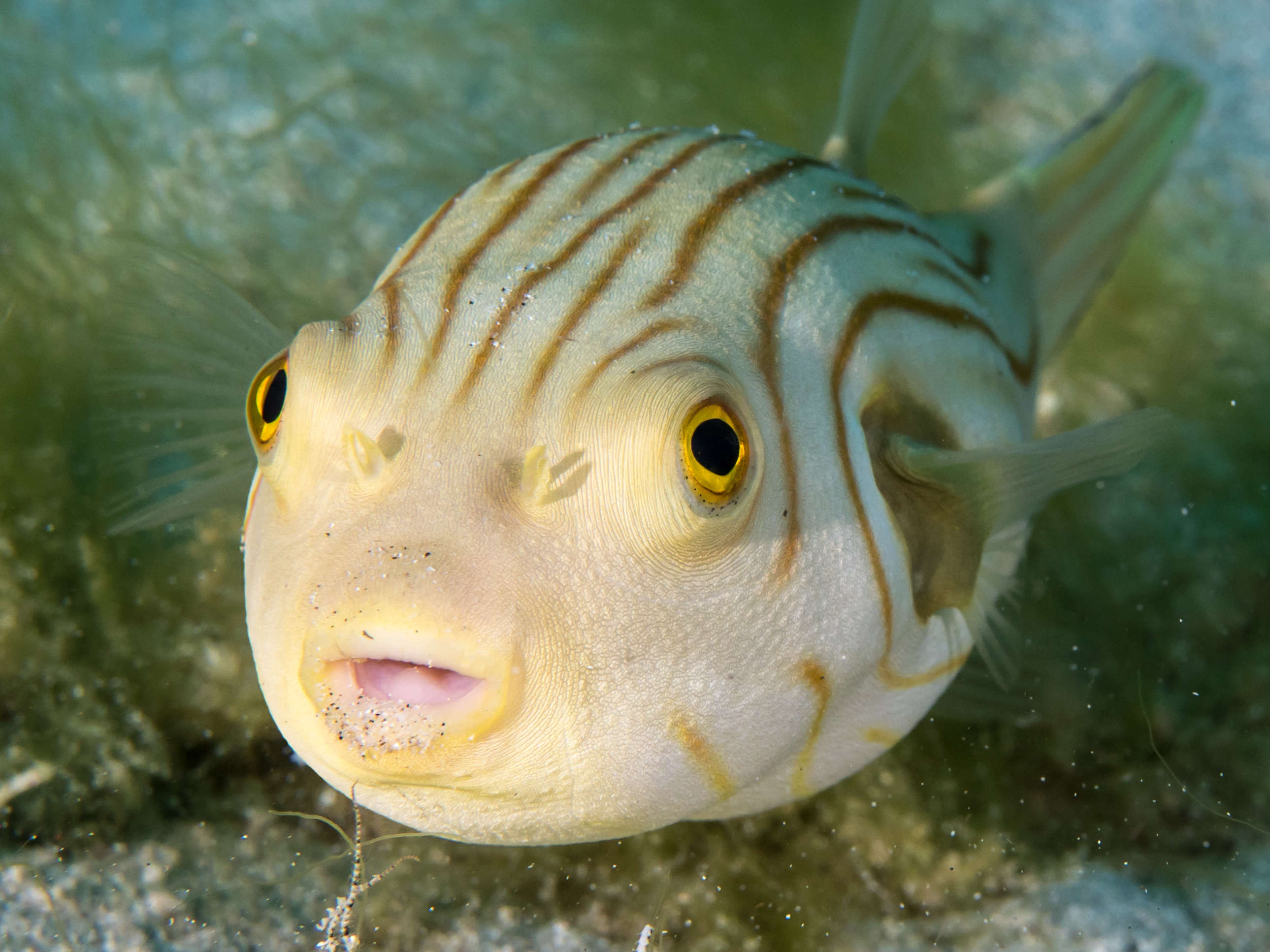
Un Arothron manilensis dans l'ouest de l'ile de Morotai en Indonésie.

Arothron manilensis est un poisson de petite taille pouvant atteindre 31 cm de long. Son corps est ovale, globuleux et relativement allongé. Le corps ne possède pas d'écailles ni de nageoires pelviennes. La nageoire dorsale et anale sont de taille réduite, situées bien en arrière du corps de manière symétrique. Sa bouche est terminale et dotée de quatre fortes dents. Il a deux paires de narines sur son court museau.

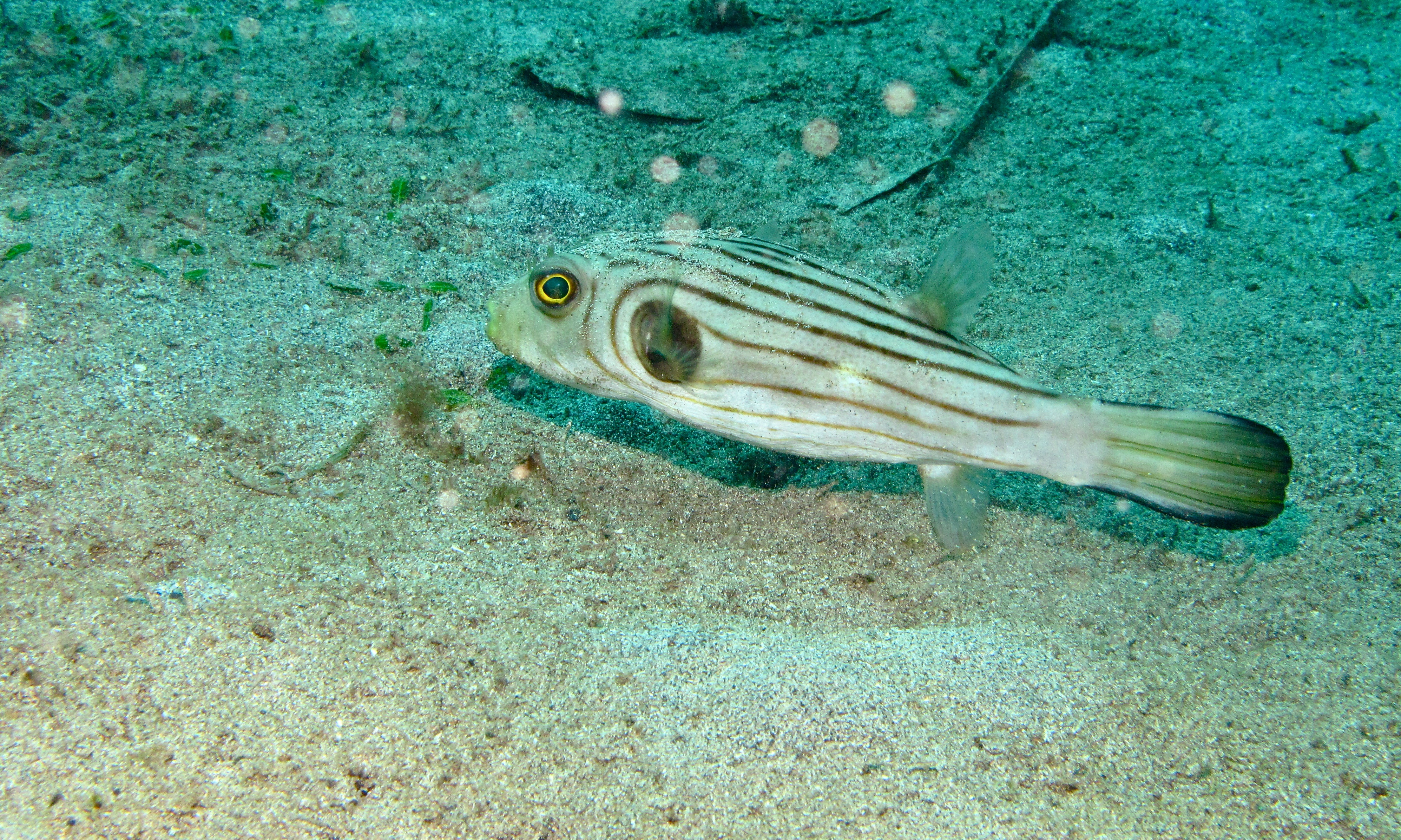
Arothron manilensis (Sulawesi, Indonésie).

La couleur de fond du corps est blanchâtre à grise avec des lignes brunes horizontales, toutes les nageoires sont jaunâtres et translucides sauf la caudale qui est opaque et bordée de noir. Présence d'une tache noire plus ou moins circulaire à la base de la nageoire pectorale. L'iris est jaunâtre.

## Distribution et habitat
Arothron manilensis fréquente les eaux tropicales du centre de l'Indo-Pacifique. Il affectionne les estuaires, les platiers récifaux ainsi que les lagons protégés et ce de la surface à 20 m de profondeur. Il est commun dans les herbiers et les zones sablonneuses, les juvéniles grandissent dans les mangroves.

## Alimentation
Arothron manilensis se nourrit d'invertébrés benthiques.

## Comportement
Cet Arothron a une activité diurne, il est solitaire et peu craintif.